# Óscar Sobalvarro
Óscar Manuel Sobalvarro García (Santa María de Pantasma, 23 de diciembre de 1960) es un comandante de la Resistencia Nicaragüense, productor ganadero y político nicaragüense. Es primer Vicepresidente Nacional del partido Ciudadanos por la Libertad.

## Biografía
Nació en Santa María de Pantasma, el 23 de diciembre de 1960. Es el cuarto hijo de ocho hermanos procreados por don Justo Pastor Sobalvarro y la señora Julia Mercedes García, de los cuales dos de sus hermanos fallecieron en la lucha libertaria de los años ochenta. Es Padre de siete hijos. 
A sus 19 años funda el primer movimiento guerrillero conocido como Los Milpas en las montañas de Jinotega, a nueve meses del triunfo de la Revolución Sandinista. Posteriormente, el movimiento guerrillero paso a denominarse Legión 15 de Septiembre y Fuerzas Democráticas Nicaragüense (FDN), que culminó con el nombre de Resistencia Nicaragüense.

## Desarrollo empresarial
Sovalbarro es Presidente de la Junta Directiva de la Exposición Pecuario del Istmo Centroamericano (EXPICA), además es Vicepresidente del Comité Permanente Centroamericano de EXPICA, C.A; y Vicepresidente de la Asociación Criadores de ganado Brahman (ACBN). Es productor de ganado puro registrado de alta calidad genética. 

## Trayectoria política
En 1990 fue Jefe Negociador de los “Acuerdos de Paz” desarrollados en diferentes etapas, el Acuerdo Toncontín con el gobierno electo de Violeta Chamorro en el proceso de transición, en Tegucigalpa, Honduras. El Acuerdo de Managua donde se acordó el cese de las operaciones militares entre el gobierno saliente del FSLN, el gobierno electo de Violeta Chamorro y  la Resistencia Nicaragüense y finalmente el Acuerdo de desmovilización que culminó con el desarme de los integrantes del servicio militar del Ejército Popular Sandinista y de la Resistencia Nicaragüense el 27 de junio de 1990, en el municipio de San Pedro de Lóvago, en el departamento de Chontales. 
Sobalvarro jugó un papel central en las conversaciones de desmovilización de la Contra que siguieron a la derrota electoral en 1990 del actual presidente Daniel Ortega del FSLN y la elección de Violeta Barrios de Chamorro de la ONU. El FSLN insistió en que los Contras se desmovilizaran antes de entregar el poder.
Asimismo, fue Coordinador Nacional del movimiento político de los excombatientes de la Resistencia Nicaragüense (RN). 
Durante el Gobierno de Violeta Chamorro entre 1991 a 1992 ocupó el cargo de Viceministro del Instituto Nicaragüense de Repatriación (INIRE), instancia creada para atender a las víctimas de guerra. 
En 2016 junto a otros miembros funda el Movimiento Ciudadanos por la Libertad (CxL), para convertirse en el año 2017 en partido político y participar en las elecciones municipales de  ese año.
En 2021 es vicepresidente del partido de centro derecha Ciudadanos por la Libertad (CxL) en Nicaragua, parte de la Alianza Ciudadana con el Partido Movimiento de Unidad Costeña (PAMUC). Cuatro candidatos se han inscrito para ser considerados como candidatos a la presidencia de la Alianza Ciudadana en las elecciones generales nicaragüenses de 2021: Arturo Cruz, Juan Sebastián Chamorro, Noel Vidaurre y Américo Treminio, aunque los grupos de oposición esperan que la Alianza Ciudadana y la Coalición Nacional presenten un candidato unificado para competir contra Daniel Ortega, aspirando a su quinto mandato.